# Roland Joffé
Roland Joffé (Kensington, Londres, 17 de novembro de 1945) é um cineasta franco-britânico de origem judaica, especialmente notável por seus filmes   The Killing Fields (Oscar de melhor filme de 1985) e The Mission (Palma de Ouro de 1986, em Cannes). 

## Carreira
Ainda criança, sua mãe faleceu. Seu pai, Marc Joffé, escritor e jornalista nascido em Riga, viveu com Esther Garman, filha do escultor Jacob Epstein, que se tornou o avô adotivo de Roland Joffé. Quando seu pai partiu, deixou-o aos cuidados dos avós adotivos, que o educaram.
Estudou no Lycée Français (seu pai era de origem francesa) e no Carmel College em Oxfordshire, o único internato europeu dirigido por judeus, que existiu entre 1948 e 1997. 
Estudou teatro e inglês na Universidade de Manchester. Depois de se  graduar, em meados da década de 1960, Joffé fundou o Young Vic Theatre, onde dirigiu várias produções no início de sua companhia teatral. Foi mais jovem diretor a trabalhar no National Theatre de Londres, quando Laurence Olivier era o diretor artístico, Joffé migrou para a televisão no início dos anos 1970, dirigindo episódios da longa novela britânica "Coronation Street" (ITV). Mais tarde viria a ganhar grande prestígio também dirigindo vários episódios de teleteatro na série Play for Today na BBC1 (1970-1984).
Também no início dos anos 1970, Joffé frequentou as reuniões do Workers' Revolutionary Party ("Partido Revolucionário dos Trabalhadores"), uma pequena formação trotskista, ativa até meados da década de 1980, na Inglaterra e na Irlanda do Norte.
Em 1977, Joffé foi contratado pela BBC para dirigir uma peça - The Spongers. Mas Joffé tinha sido colocado na lista negra: o produtor da peça, Tony Garnett, soube que, nos arquivos do MI5, Joffé era considerado como um "risco de segurança", em razão de suas posições políticas de esquerda. Quando Garnett ameaçou denunciar publicamente o fato, o veto contra Joffé foi levantado. A peça de Joffé, The Spongers, recebeu vários prêmios, incluindo o prestigioso Prix Italia.
Seus primeiros filmes The Killing Fields (1984) e The Mission (1986) renderam-lhe indicações para o Oscar de melhor diretor. Joffé trabalhou muito próximo do produtor David Puttnam em cada um desses filmes. The Killing Fields fala sobre a amizade de dois homens, um jornalista americano do New York Times, e seu tradutor, um prisioneiro do Khmer Rouge no Cambodja comunista . Recebeu três Oscar (melhor ator coadjuvante, melhor fotografia e melhor edição), tendo sido indicado para outras quatro categorias (incluindo melhor diretor). 
The Mission é a história do conflito entre dois missionários jesuítas na América do Sul - que tentam converter os índios guarani - e os colonizadores portugueses - que pretendem escravizar os nativos. O filme ganhou a Palme d'Or do Festival de Cannes de 1986 e obteve seis indicações para o Oscar – incluindo melhor filme, melhor diretor e melhor trilha sonora original (Ennio Morricone). Ganhou somente o de melhor fotografia. 
Depois de realizar esses dois grandes filmes, no entanto, a carreira de Joffé teve menos sucesso. Em 1993, produziu e dirigiu parcialmente uma adaptação do Super Mario Bros. The Scarlet Letter foi um desastre financeiro e Captivity, de 2007, um filme de terror foi considerado misógino. 
Seu próximo projeto, There Be Dragons, já desperta controvérsias na imprensa por abordar a organização católica Opus Dei.
Joffé foi casado com as atrizes britânicas Jane Lapotaire e Cherie Lunghi. Tem um filho, o roteirista Rowan Joffé, com a primeira esposa e uma filha, a atriz Nathalie Lunghi, com a segunda. Roland Joffé é membro da diretoria da organização humanitária Operation USA.

## Filmografia
- 1975 - The Stars Look Down, seriado para TV com 6 episódios
- 1984 - The Killing Fields
- 1986 - The Mission
- 1989 - Fat Man and Little Boy
- 1992 - 'City of Joy
- 1993 - Super Mario Bros.
- 1995 - The Scarlet Letter
- 1999 - Goodbye Lover
- 2000 - Vatel (sobre François Vatel)
- 2007 - Captivity
- 2007 - You and I